# Laszków (gmina)
Laszków – dawna gmina wiejska w powiecie radziechowskim województwa tarnopolskiego II Rzeczypospolitej. Siedzibą gminy był Laszków.
Gminę utworzono 1 sierpnia 1934 r. w ramach reformy na podstawie ustawy scaleniowej z dotychczasowych gmin wiejskich: Batyjów, Chmielno, Hrycowola, Kustyn, Laszków, Podmanastyrek, Rudenko Lackie i Rudenko Ruskie.
Podczas wojny gminę zniesiono, a jej obszar włączono do gminy Szczurowice (Hrycowola i Laszków) oraz do nowo utworzonej gminy Łopatyn (Batyjów, Chmielno, Kustyn, Podmanastyrek, Rudenko Lackie i Rudenko Ruskie) w powiecie kamioneckim.